# آرمین وامبری
آرمین وامبری (مجاری: Vámbéry Ármin؛ زاده ۱۹ مارس ۱۸۳۲ با نام اصلی هرمان وامبِرگر – درگذشته ۱۵ سپتامبر ۱۹۱۳) شرق‌شناس و سیاح مجار بود. وامبری را به عنوان مبلغ سرسخت سیاست انگلیس در شرق و علیه روسیه می‌شناسند. وامبری توسط وزارت امور خارجه بریتانیا به عنوان جاسوس استخدام شد تا علیه تلاش‌های روسیه در افزایش نفوذ خود در آسیای مرکزی و به خطر انداختن مواضع بریتانیا در شبه قاره هند مبارزه نماید.

## زندگی

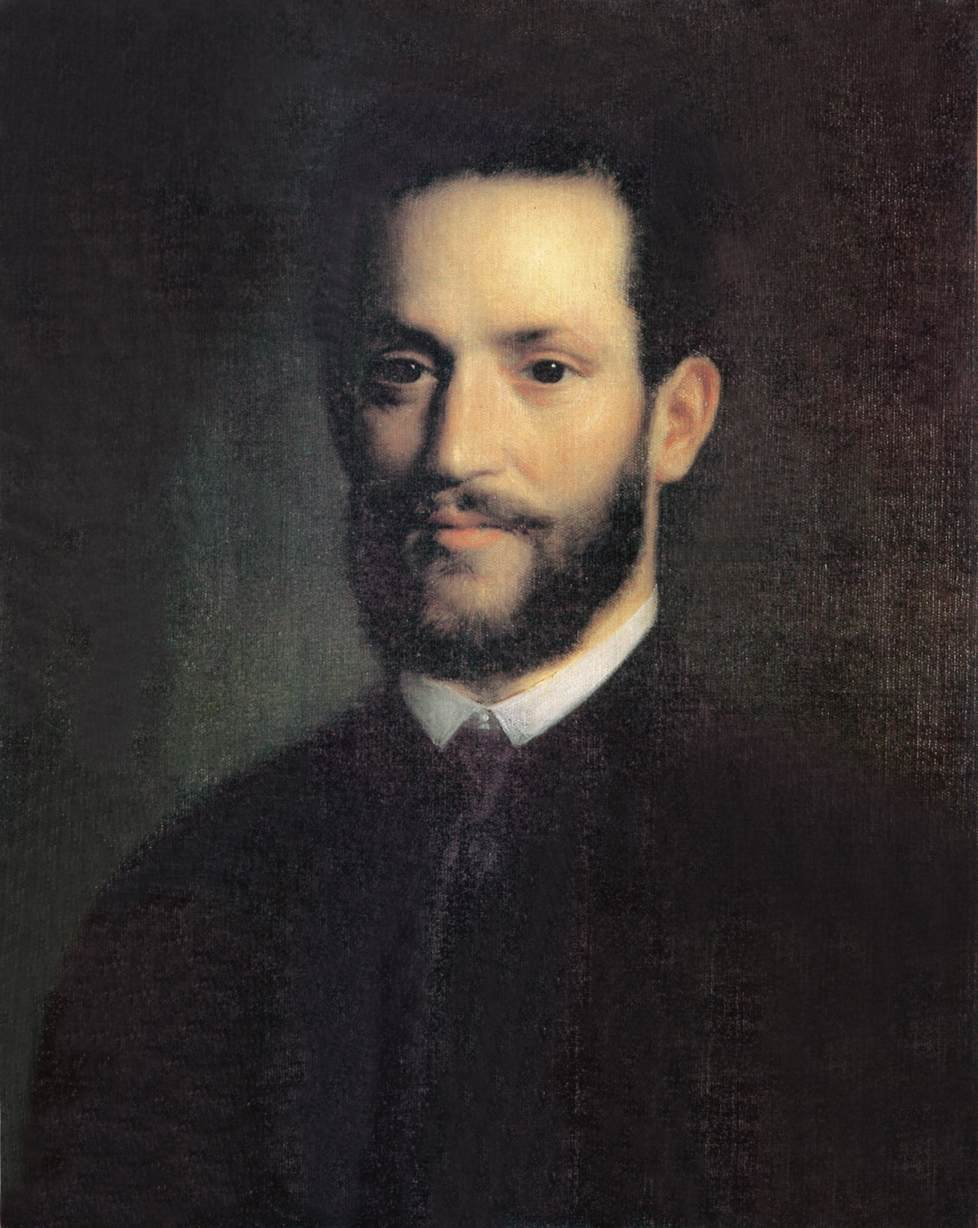
وامبری ۱۸۶۱

وامبری در خانوادهٔ یهودی فقیری در پادشاهی مجارستان به دنیا آمد. او تا سن دوازده سالگی به مدرسه روستائی در زادگاه‌اش می‌رفت، و استعداد قابل توجهی در یادگیری زبان از خود نشان داد. او که به دلیل یک نارسائی مادر زادی مجبور به استفاده از عصای زیر بغل بود و لنگان راه می‌رفت، سرانجام به دلیل شرایط سخت مالی وادار به ترک مدرسه گردید. او پس از آن که آموزش پسر صاحب مسافرخانه روستا را به عهده گرفت، با کمک دوستان‌اش توانست به پیش‌جیمنازیوم سوتی یور وارد شود. وامبری در سن ۱۶ سالگی، به خوبی با زبان‌های مجاری، لاتین، فرانسه، و آلمانی آشنا شده بود. او همچنین به سرعت انگلیسی، زبان‌های اسکاندیناویایی، روسی، صربی و دیگر زبان‌های اسلاو را فرا می‌گرفت. او در سال ۱۸۴۶ به پِرِس‌بورگ (براتیسلاوای امروزی) رفت و سه سال در آن جا ماند و سپس در وین و بوداپست به تحصیلات خود ادامه داد.

## جایگاه علمی
وامبری به عنوان زبان‌شناس و چندزبانه شناخته می‌شود، با این حال او زبان‌شناسی و آواشناسی را عمیقاً نمی‌شناخت. این را می‌توان از ترجمه‌های اشتباه او از مکان‌های جغرافیایی و اشعاری که نقل کرده، بررسی کرد. همکاران او در زمان خودش و در دورهٔ معاصر انتقادهای بسیار جدی مبنی بر اینکه اعتبار علمی فرهنگستان مجارستان را خدشه‌دار کرده، مطرح کرده‌اند.

## شرح سفرها

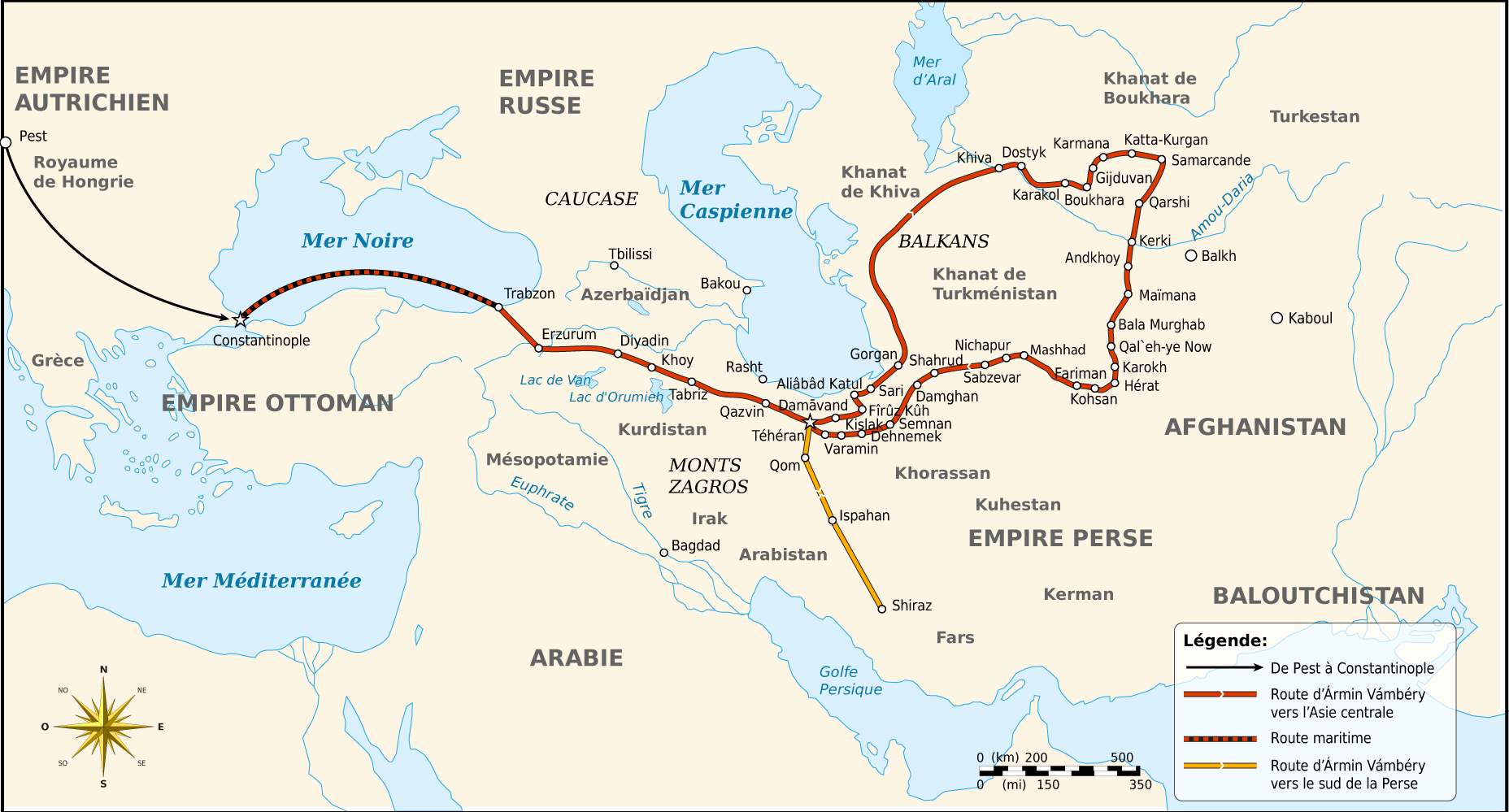
سفرهای وامبری در آسیای میانه

روزنامه سفرهایی که او از مردم و فرهنگ‌های مختلف نقل می‌کند بی‌تردید محبوبیت زیادی برای او کسب کرده است. وامبری در تمامی دوران مسافرت چند ساله خود از نام‌های مستعار چون رشید افندی یا حاجی رشید استفاده کرد و خود را در لباس مبدل: درویش بغدادی، روحانی سنی، فرستاده سلطان، درویش جهانگرد، جهانگرد استامبولی یا ایرانی سیاح معرفی کرد. این نخستین سفر از این دست، توسط یک فرد از اروپای غربی بود.
وامبری به‌طور اخص مجذوب ادبیات و فرهنگ امپراتوری عثمانی شده بود. وامبری در سن بیست سالگی، آن قدر به زبان ترکی عثمانی آشنایی داشت، که او را قادر ساخت به عنوان دستیار بارون یوژف اوتووش، به قسطنطنیه رفته، و خود را به عنوان آموزگار خصوصی زبان‌های اروپائی جا بیندازد. پس از صرف یک سال در قسطنطنیه، در سال ۱۸۵۸ یک فرهنگ لغت ترکی - آلمانی را در کنار دیگر آثار زبان‌شناسی منتشر نمود. او همچنین بیست زبان و گویش دیگر را که در سرزمین‌های امپراتوری عثمانی صحبت می‌شدند، فرا گرفت.

او در بازگشت به بوداپست در ۱۸۶۱، هزار فلورن از فرهنگستان علوم مجارستان پاداش گرفت و در پاییز همان سال در چهره یک درویش سنی و تحت نام رشید افندی روانه قسطنطنیه شد. او از طریق ترابوزان در کنار دریای سیاه به تهران رفت، در طول راه با گروهی از زائران که از سفر حج بازمی‌گشتند چندین ماه را در شهرهای مرکزی و شمالی ایران (تبریز، زنجان، آمل، رشت و قزوین) گذراند و سپس از طریق اصفهان به شیراز رفت و در ژوئن ۱۸۶۳ به شهر خیوه در آسیای میانه رسید. او که تا این زمان توانسته بود شخصیت جعلی خود را با نام رشید افندی حفظ نماید، در ملاقات با خان خیوه هم ظاهر خود را نگه داشت. سپس به همراه گروه هم‌سفرهایش از طریق بخارا به سمرقند رسید. آن جا سوء ظن حاکم را برانگیخت اما توانست حاکم را قانع نماید و او را با کوله باری پر از هدایا ترک گفت. او از طریق هرات و مشهد به تهران و از آن جا با گذر از ارز روم و ترابوزان در مارس ۱۸۶۴ دوباره به قسطنطنیه بازگشت. وامبری پس از آن به لندن رفت که در آن جا به دلیل سفرهای متهورانه و دانشش در زمینه زبان‌شناسی، همچون یک ستاره استقبال شد. همان سال سفرنامه خود تحت عنوان سفرهایی در آسیای مرکزی را منتشر کرد و در بازگشت از لندن، در سال ۱۸۶۵ به عنوان استاد زبان‌های شرقی در دانشگاه سلطنتی پِشت منصوب شد و تا زمان بازنشستگی در سال ۱۹۰۵ در آن شغل ماند. 

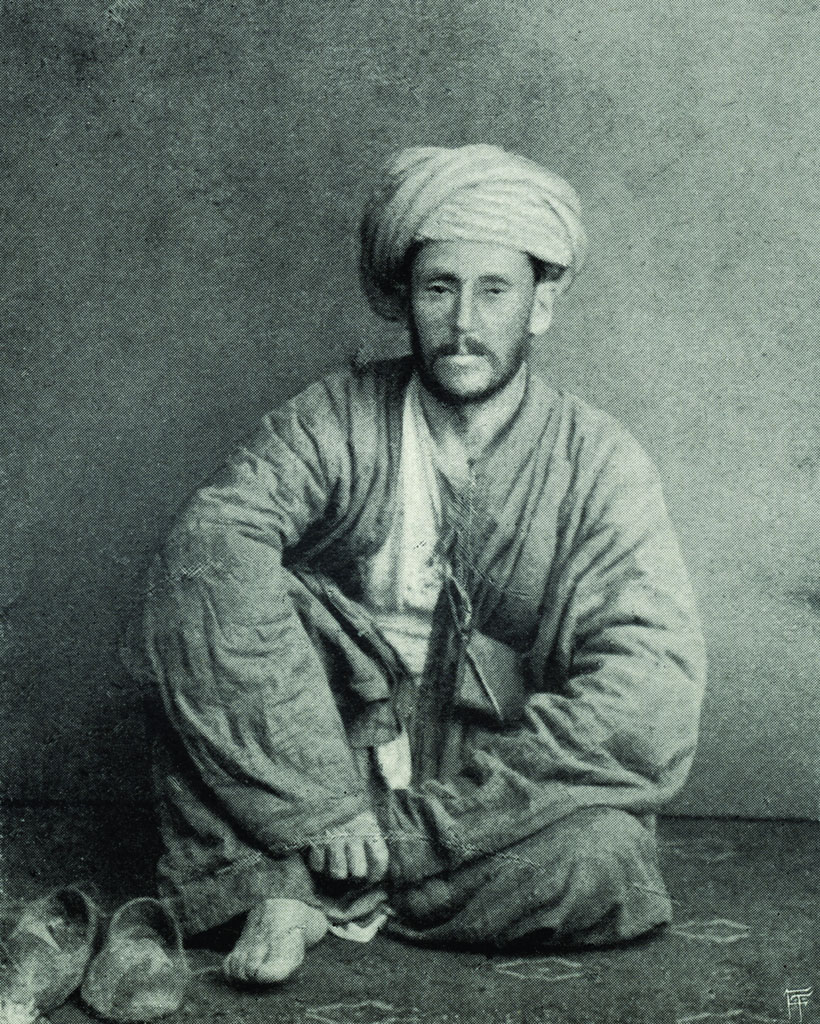
وامبری در لباس درویش

## وامبری و پان‌ترکیسم
اندیشه پان‌ترکیسم یعنی یکی کردن همه سرزمین‌هایی که ساکنان آن به یکی از زبان‌هایی که ریشه آن‌ها به زبان‌های آلتایی می‌رسد نخستین بار از سوی آرمینیوس وامبری در دهه ۱۸۶۰ ساخته و مطرح گشت. وامبری رایزن سلطان عثمانی شده بود ولی در نهان برای لرد پالمرستون و دفتر امور خارجه بریتانیا کار می‌کرد. ساختن و مطرح کردن این اندیشه از سوی وامبری و بریتانیا در اصل به منظور ایجاد یک کمربند از آلتایی زبان‌ها در جنوب روسیه بود تا مانعی شود برای گسترش و رخنه روس‌ها به مستعمرات انگلیس در هندوستان. بعدها نویسندگان دیگری کار وامبری را ادامه دادند، از آن جمله نویسنده فرانسوی بنام لئون کوهن در کتاب خود مقدمه‌ای بر تاریخ آسیا به شکل‌دهی و تبلیغ پان‌ترکیسم پرداخت. آرتور لوملی دیوید، یکی دیگر از شرق‌شناسانی بود که نوشته‌های وی دربارهٔ شکوه و عظمت تاریخ باستانی ترکان و ویژگی‌های زبان ترکی، فکر برپایی ملت بزرگ ترک را در ذهن روشنفکران عثمانی پروراند و مواد و مصالح لازم موردنظر را برای شکل‌گیری اندیشه پان‌ترکیسم را فراهم ساخت.

## وامبری و دراکولا
وامبری در سال ۱۸۹۰ با برام استوکر نویسندهٔ ایرلندی آشنا گشته و او را با افسانه‌هایی دربارهٔ شاهزاده اهل رومانی «ولاد سوم دراکولا» آشنا کرد. این امر زمینه برای نوشتن کتاب داستان دراکولا به قلم برام استوکر گشت که در سال ۱۸۹۷ منتشر شد.

## آثار
فرهنگ جیبی آلمانی-ترکی (قسطنطنیه، ۱۸۵۸)
فرهنگ لغت ترکی-جغتایی (بوداپست، ۱۸۶۱)
سفر در آسیای مرکزی (لایپزیگ، ۱۸۶۵)
مطالعات زبان جغتایی (لایپزیگ، ۱۸۶۷) (شامل رئوس مطالب دستوری، کرستوماتی و فرهنگ لغت)
سرگردانی‌ها و تجربیات من در ایران (۱۸۶۷)، ترجمهٔ خسرو سینایی
طرح‌های آسیای میانه (۱۸۶۸)
بناهای یادبود زبان اویغوری و کوداتکو-بیلیک (اینسبروک، ۱۸۷۰)
مقایسه کلمات اویغوری-ترکی (بوداپست، ۱۸۷۰)
تاریخ بخارا (۲ جلد، اشتوتگارت، ۱۸۷۲)
اسلام در قرن نوزدهم (لایپزیگ، ۱۸۷۵)
آداب و رسوم در کشورهای شرقی (برلین، ۱۸۷۶)
فرهنگ ریشه‌شناسی زبانهای ترکو-تاتار (لایپزیگ، ۱۸۷۸)
تمدن بدوی مردم تورکو-تاتار (۱۸۷۹)
خاستگاه مجارها (۱۸۸۲)
مردم ترک (۱۸۸۵)
یک شعر قهرمانانه ازبکی (بوداپست، ۱۸۸۵)
داستان مجارستان (لندن، ۱۸۸۷)
منشأ و رشد مجارها (بوداپست، ۱۸۹۵)
سفرها و ماجراهای دریاسالار ترک سید علی رئیس در هند، افغانستان، آسیای میانه و ایران
مطالعات زبان عثمانی قدیم (لیدن، ۱۹۰۱)
فرهنگ غربی در سرزمین‌های شرقی (۱۹۰۶)
موقعیت قدرت روسیه در آسیا (لایپزیگ، ۱۸۷۱)
آسیای میانه و مسیله مرزی انگلیس و روسیه (۱۸۷۳)
مبارزه آینده برای هند (لندن، ۱۸۸۵)
زندگی و ماجراهای آرمین وامبری (۱۸۸۳)
چالش‌های زندگی من (۱۹۰۴)

## یادداشت
1. ↑  Introduction à l'Histoire de l'Asie: Turcs et Mongols
2. ↑  Arthur Lumley David